# Cometa interestelar

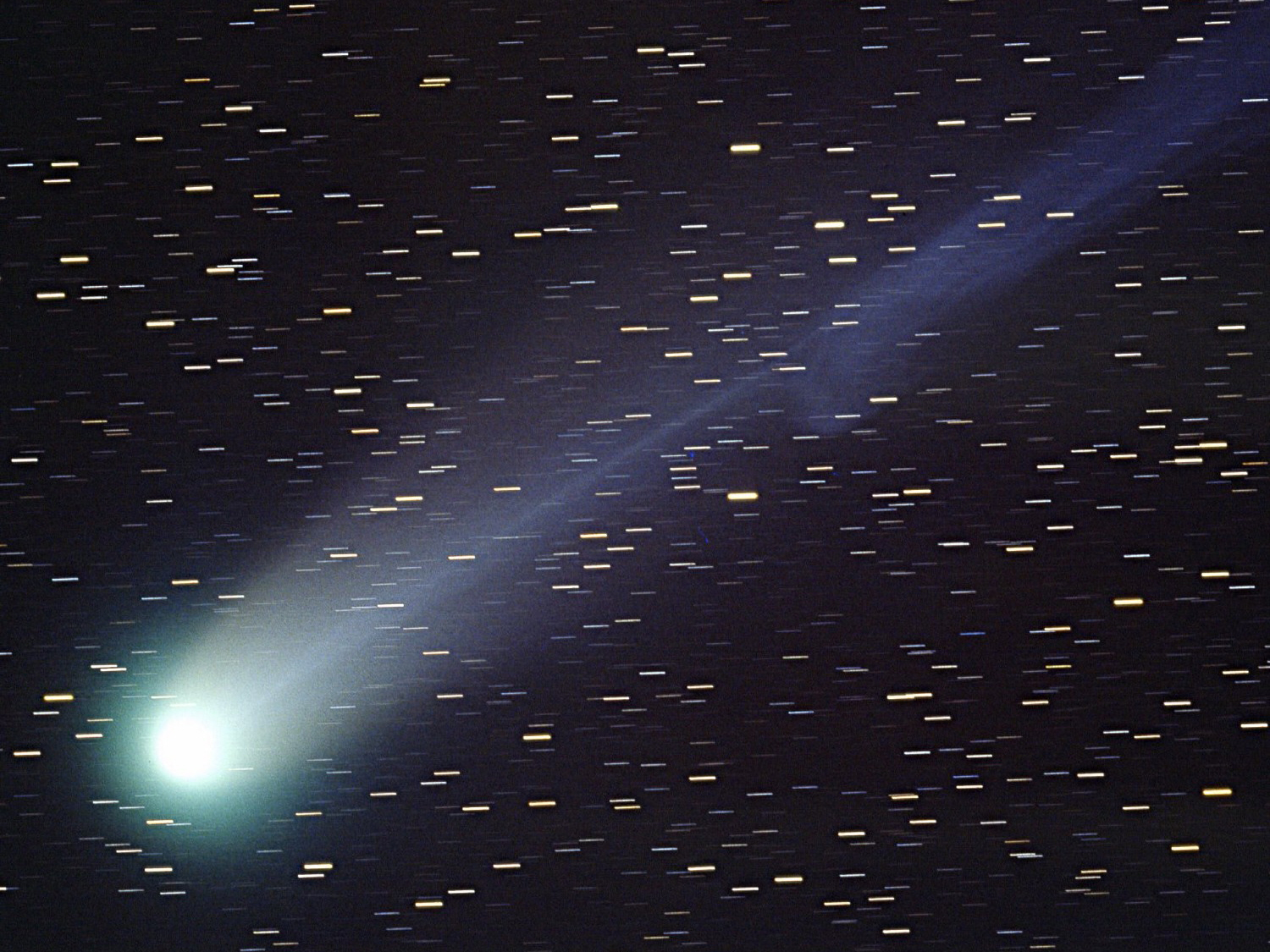
Cometa Hyakutake (Aproximación a la Tierra, el 25 de marzo de 1996).

Un cometa interestelar es un cometa (o exocometa) situado en el espacio interestelar, y no sujeto a la gravedad de una estrella. Aunque ninguno ha sido aún identificado de forma concluyente, se conjetura que existen: la dispersión gravitatoria de los planetas y las estrellas que pasan ha expulsado a muchos objetos de la nube de Oort del sistema solar, y la probabilidad de procesos similares en los sistemas planetarios extrasolares sugiere la existencia de una gran población de cuerpos cometarios en el espacio interestelar. En la actualidad, un cometa interestelar solo se puede detectar si pasa por el sistema solar, y se distinguiría de un cometa de la nube de Oort por su trayectoria fuertemente hiperbólica (lo que indicaría que no está gravitacionalmente ligado al Sol). Se han observado cometas con trayectorias ligeramente hiperbólicas, pero las trayectorias de estos cometas son consistentes con haber sido golpeados y sacados de la nube de Oort y no indican un origen en el espacio interestelar.
Los modelos actuales de formación de la nube de Oort indican que son expulsados al espacio interestelar más cometas de los que se mantienen en la nube de Oort, en una proporción de 3 a 100. Otras simulaciones sugieren que un 90-99 % de los cometas son expulsados. No hay ninguna razón para creer que los cometas que se formaron en otros sistemas estelares no serían esparcidos de manera similar.

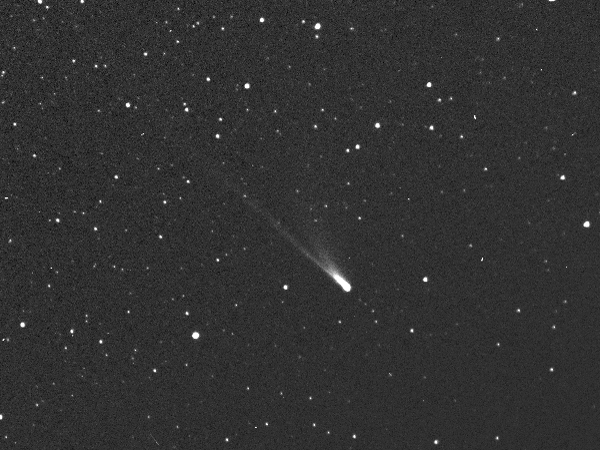
Cometa 96P/Machholz visto por la Misión Stereo (abril de 2007).

Los cometas interestelares pasan ocasionalmente a través del sistema solar interior, y se aproximan a este con velocidades aleatorias, en su mayoría de la región de la constelación Hércules debido a que el sistema solar se está moviendo en esa dirección, llamada el ápex solar. Hasta el descubrimiento de 1I/ʻOumuamua, el hecho de que no se había observado ningún cometa con una velocidad mayor que la velocidad de escape del Sol se utilizó para poner límites superiores a su densidad en el espacio interestelar. Un artículo de Torbett indica que la densidad no era más de 1013 cometas por parsec cúbico. Otros análisis, de los datos de LINEAR, establecen el límite superior en 4,5 ×10-4/ AU3, o 1012 cometas por parsec cúbico. Una estimación más reciente de David C. Jewitt, tras la detección de ʻOumuamua, predice que «la población en estado estacionario de objetos interestelares similares, de escala ~100 m dentro de la órbita de Neptuno es ~1 × 104 , cada uno con un tiempo de residencia de ~10 años».
Un cometa interestelar podría, en raras ocasiones, ser capturado en una órbita heliocéntrica mientras que pasa a través del sistema solar. Las simulaciones por ordenador muestran que Júpiter es el único planeta lo bastante masivo como para capturar a uno, y que se puede esperar que esto se produzca una vez cada sesenta millones de años. El cometa 96P/Machholz es un posible ejemplo de tales cometas ya que tiene una composición química atípica para los cometas del sistema solar.

## 1I/ʻOumuamua
1I/ʻOumuamua es, aparentemente, un objeto interestelar que pasa a través del sistema solar descubierto en una órbita altamente hiperbólica por Robert Weryk el 19 de octubre de 2017 con observaciones hechas por el telescopio Pan-STARRS. Originalmente se pensaba que era un cometa (C/2017 U1). En imágenes tomadas en el Very Large Telescope (VLT) no se encontró ninguna presencia de coma. Convirtiéndose en el primer cometa que se vuelve a designar como asteroide fue renombrado como A/2017 U1 el 25 de octubre de 2017.